# (470) Kilia
(470) Kilia ist ein Asteroid des Hauptgürtels, der am 21. April 1901 vom italienischen Astronomen Luigi Carnera in Heidelberg entdeckt wurde.